# Republikanska Klubben
Republikanska Klubben, bildad april 1955, uppträdde i efterdyningarna till de så kallade Rättsröteaffärerna. Klubbens ledande medlemmar var välkända profiler i samhällsdebatten, och blev genom klubben engagerade för föredrag runtom i landet, vilket fram till TV-åldern var en viktig form av opinionsbildning. Klubbens verksamhet ebbade dock ut under 1970-talet.
Herbert Tingsten tillhörde klubbens mest framträdande medlemmar, och Vilhelm Moberg blev snabbt en av organisationens mest profilerade talesmän, upprörd över att varken socialdemokratiska eller liberala politiker vågade driva kravet på republik.
Under många år var fackföreningsmannen Sten Sjöberg (1909-2004) klubbens ordförande.
Republikanska klubbens verksamhet avsomnade med tiden, och i början av 2000-talet donerade man sina kvarvarande tillgångar till Republikanska föreningen.

## Källhänvisningar
1. ↑  "Republikanska föreningens historia". Arkiverad 29 november 2014 hämtat från the Wayback Machine. Repf.se. Läst 20 november 2014.
2. ↑  Lindström, Lars (2010-05-03): "Kriget mot kungahuset trappas upp". Expressen.se Läst 20 november 2014.